# Shruti Pathak
Shruti Pathak (nacida el 27 de octubre de 1982) es una cantante y letrista india, nominada a los premios Filmfare de playback o reproducción, trabajó en la industria de la película del cine Hindi. Ella comenzó su carrera como cantante después de interpretar sus canciones publicados en álbumes de diferentes remixes. Su temas musical "Leke Pehla Pehla Pyaar", formó parte de la serie "Baby Doll" en 2004. Su canción "Mar Jawa" puesta a la moda (2008), se hizo popular. [1] Obtuvo nominaciones tanto en los premios Filmfare Awards y como también en los festivales de la canción. También incursiona como letrista ya que ella mismo compuso un tema musical titulado "Payaliya" de Dev.D (2009). También ha realizado numerosos espectáculos teatrales. El reciente fue en el Flare (Tecno-Cultural Fest) Tecno-Cultural festival de Pandit Deendayal Universidad del Petróleo (PDPU), Gandhinagar.

## Discografía
| Año  | Película                    | canción                                 | Co-intérprete                                        | Notas                                                                                           |
| ---- | --------------------------- | --------------------------------------- | ---------------------------------------------------- | ----------------------------------------------------------------------------------------------- |
| 2011 | Players                     | "Buddhi Do Bhagwaan"                    | Abhishek Bachchan                                    |                                                                                                 |
| 2011 | Ra.One                      | "Criminal"                              | Akon, Vishal Dadlani                                 |                                                                                                 |
| 2011 | Love Breakups Zindagi       | "Chhayee Hai Tanhayee"                  | Shafqat Amanat Ali, Salim Merchant                   |                                                                                                 |
| 2010 | Anjaana Anjaani             | "Aas Paas Hai Khuda" "Tujhe Bhula Diya" | Rahat Fateh Ali Khan Mohit Chauhan, Shekhar Ravjiani |                                                                                                 |
| 2010 | Admissions Open             | "Roshni"                                | -Solo-                                               |                                                                                                 |
| 2009 | Luck                        | "Jee Le"                                | Naresh Kamath                                        |                                                                                                 |
| 2009 | Kurbaan                     | "Rasiya"                                | -Solo-                                               |                                                                                                 |
| 2009 | Dev.D                       | "Paayaliya"                             | -Solo-                                               |                                                                                                 |
| 2008 | Fashion                     | "Mar Jawaan"                            | Salim Merchant                                       | Nominated, Filmfare Best Female Playback Award Nominated, Screen Award for Best Female Playback |
| 2008 | Money Hai Toh Honey Hai     | "Awaara Dil"                            | -Solo-                                               |                                                                                                 |
| 2008 | Bujjigaadu: Made in Chennai | "Sudu Sude" "Guchchi Guchchi"           | Sandeep Chowta Sandeep Chowta                        | Telugu film                                                                                     |